# Bridge City (Luisiana)
Bridge City é uma Região censo-designada localizada no estado americano de Luisiana, na Paróquia de Jefferson.

## Demografia
Segundo o censo americano de 2000, a sua população era de 8323 habitantes.

## Geografia
De acordo com o United States Census Bureau tem uma área de 
13,6 km², dos quais 11,3 km² cobertos por terra e 2,3 km² cobertos por água.

## Localidades na vizinhança
O diagrama seguinte representa as localidades num raio de 8 km ao redor de Bridge City. 